# Papacekia
Papacekia is een geslacht van wantsen uit de familie van de Helotrephidae. Het geslacht werd voor het eerst wetenschappelijk beschreven door Zettel in 2005.

## Soorten
Het genus is monotypisch en bevat alleen de volgende soort:

- Papacekia microphthalma Zettel, 2005